# Pauline s'arrache
Pour plus de détails, voir Fiche technique et Distribution.
Pauline s'arrache est un documentaire français réalisé par Émilie Brisavoine, sorti en 2015.

## Fiche technique
- Titre : Pauline s'arrache
- Réalisation : Émilie Brisavoine
- Scénario : Émilie Brisavoine
- Photographie : Émilie Brisavoine
- Montage : Karen Benainous
- Production : Nicolas Anthomé
- Société de production : Bathysphere Productions
- Société de distribution : Jour2Fête (France)
- Pays :  France
- Genre : documentaire
- Durée : 88 minutes
- Dates de sortie : 
  -  France : 23 décembre 2015

## Distribution
- Pauline Lloret Besson
- Frederic Lloret
- Meaud Besson
- Abel Drouet
- Anaïs Lloret
- Guillaume Lloret
- Florian Brisavoine
- Aymeric Havé
- Geoffrey Gandoulas
- Melissa Badillo

## Accueil
Le film a été bien accueilli par la presse spécialisée. Jacques Mandelbaum pour Le Monde le qualifie de « magnifique portrait de jeune fille  ».